# Восточная линия
Восточная линия (англ. East Rail line) — одна из линий Гонконгского метрополитена. Построена в 1910 году. Является самой первой веткой метро в Гонконге.
Первыми станциями были «Lo Wu», «Sheung Shui», и другие. В 1912 году построилась ветка от станции «Fanling». Но вскоре она закрылась. Восточная ветка была единственной веткой в метро до 1980 года, пока не построилась вторая. В 1939 году система закрылась на время войны. В 1946 году открылась вновь. В 1950 году открылось ответвление до станции «Wo Hop Shek», но вскоре прервалось. В 2022 году от станции «Hung Hom» продление до станции «Admiralty». Ветка граничит с Шэньчжэнем. На схемах метро обозначается голубым цветом. Как и во всём гонконгском метро, штраф за проезд зайцем составляет 500 гонконгских долларов.